# Торговельно-розважальний центр «Термінал»
Торгове́льно-розважа́льний це́нтр «Терміна́л» — багатофункціональний комплекс торговельного і розважального призначення в місті Бровари, на момент побудови — найбільший в Україні та в Східній Європі.

## Історія будівництва
Закладати «Термінал» почали 2004 року і вже наступного року відкрили його першу частину.
2006 року добудувано другу частину «Терміналу», і почали зводити аквапарк — який було відкрито 1 листопада 2009 року.

## Заклади «Термінала»
- Льодова арена — перший в Україні льодово-спортивний комплекс для масового катання площею 1 800 м². Зал глядачів на 1500 місць і ВІП-ложа для тренерів і суддів. Також льодова арена є домашньою[1] для хокейного клубу «Білий Барс». На льодовій арені «Термінал» проводять матчі чемпіонату України з хокею і міжнародні матчі в рамках відкритого чемпіонату Білорусі із хокею з шайбою. Льодова арена відкрита і для всіх любителів катання на ковзанах і пропонує на прокат ковзани, є камери схову та інструктори.
- Продовольчий супермаркет, де представлено тисячі різновидів товарів (від тренажерів до сільськогосподарських знарядь).
- Супермаркет побутової техніки і ювелірних виробів.
- Баттерфляй Бровари. Чотири кінозали А-класу. Усі зали мають суперсучасну звукову систему Dolby Digital Surround EX.
- Картинг-центр площею 7500 м², по трасі якого можна проїхати на карті Honda GX 200.
- Аквапарк — аквапаркний комплекс площею 20,5 км², що є найбільшим аквапарком в Україні. Аквапарк має розсувну суперсучасну стелю і найдовшу в Україні водяну гірку.

Також «Термінал» має готель, фітнес-центр, пивоварню, школу танців та інші заклади.

## Транспорт
Повз торговельно-розважальний комплекс проходять Броварські маршрутні таксі № 404 (з Києва) та №№ 3, 5, 9 (в межах Броварів). Також по вул. Київській проходить значна кількість транзитного громадського транспорту.
Для відвідувачів «Терміналу» діє експрес-маршрут «ст. м. «Лісова» — ТРЦ «Термінал». Оплата проїзду відсутня, однак з 1 березня 2008 року перепусткою для проїзду є картка Терміналу, яку можливо отримати, придбавши в МегаМаркеті комплексу товарів на 1000 грн.

## Цікаві факти
- На льодовій арені ТРЦ «Термінал» з 22 по 28 березня 2010 року проходив юніорський чемпіонат світу з хокею із шайбою 2010 у II дивізіоні (група B).
- 14 грудня 2013 року на арені Терміналу Олександр Усик здобув другу перемогу у своїй кар'єрі на професіональному рингу над Епіфаніо Мендозою[3].